# Kasipalayam (E)
Kasipalayam (E) es una ciudad y municipio situada en el distrito de Erode en el estado de Tamil Nadu (India). Su población es de 73425 habitantes (2011). Se encuentra a 3 km de Erode y a 53 km de Tirupur.

## Demografía
Según el censo de 2011 la población de Kasipalayam (E) era de 73425 habitantes, de los cuales 36976 eran hombres y 36449 eran mujeres. Kasipalayam (E) tiene una tasa media de alfabetización del 86,80%, inferior a la media estatal del 80,09%: la alfabetización masculina es del 91,83%, y la alfabetización femenina del 81,74%.